# División de Honor Plata de balonmano 2013-14
La División de Honor Plata 2013-14, recuperará su sistema de competición habitual siendo formada por 16 equipo que se enfrentan todos contra todos a doble vuelta. El mejor clasificado consigue el ascenso directo a la Liga ASOBAL y los siguientes cuatro equipos se enfrentan en un play-off para conseguir la otra plaza de ascenso. Los tres últimos clasificados descienden a Primera División Nacional. Las novedades en la categoría son el Academia Octavio y el ARS Palma del Río, que sólo pudo aguantar una temporada en la máxima categoría. Por otro lado los ascendidos fueron el BM Granollers "B", que parece que intercambió su plaza con el C.D. BM. Chapela debido a su coste, el MMT Seguros Zamora, el Handbol Bordils, el Meridiano Antequera y el BM Servigroup Benidorm, los últimos cuatro debutantes en la categoría.

## Equipos
| Equipo                 | Entrenador           | Ciudad        | Pabellón                                                  | Marca    | Patrocinador      |
| ---------------------- | -------------------- | ------------- | --------------------------------------------------------- | -------- | ----------------- |
| Academia Octavio       | Enrique Domínguez    | Vigo          | Pabellón de As Travesas                                   | Hummel   |                   |
| Go Fit Sinfín          | Rodrigo Reñones      | Santander     | Pabellón de La Albericia                                  | Errea    | Adelma            |
| Amenabar Zarautz KE    | Xabier Letamendia    | Zarauz        | Polideportivo Municipal de Zarauz                         |          |                   |
| ARS Palma del Río      | César Montes         | Palma del Río | Polideportivo Municipal El Pandero                        | Hummel   | Cajasol           |
| Ereintza Aguaplast     | Alex Nogués          | Rentería      | Polideportivo Municipal de Rentería                       |          |                   |
| BM Alcobendas          | Daniel García Nieves | Alcobendas    | Pabellón Amaya Valdemoro                                  | Mercury  |                   |
| BM Pozoblanco          | Miguel Ángel Moriana | Pozoblanco    | Polideportivo Municipal Juan Sepúlveda                    | Diadora  |                   |
| BM Servigroup Benidorm | Fernando Latorre     | Benidorm      | Palau d’Esports l’Illa de Benidorm                        | Joma     |                   |
| BM Torrelavega         | Diego Soto           | Torrelavega   | Polideportivo Municipal Vicente Trueba                    | Errea    | Cantabria Deporte |
| Calmec Barakaldo       | Txampi Rivero        | Baracaldo     | Polideportivo Lasesarre                                   | Rasán    |                   |
| FC Barcelona "B"       | Toni Girona          | Barcelona     | Palau Blaugrana                                           | Nike     |                   |
| Handbol Bordils        | Pau Campos           | Bordils       | Polideportivo Municipal D'Esports de Bordils Blanc I Verd | Rasán    |                   |
| C.D. BM. Chapela       | Fran Teixeira        | Redondela     | Pabellón Municipal de Chapela                             | Kempa    |                   |
| Meridiano Antequera    | Lorenzo Ruiz         | Antequera     | Municipal Fernando Argüelles                              | Rasán    |                   |
| MMT Seguros Zamora     | Edu García Valiente  | Zamora        | Polideportivo Manuel Camba                                |          |                   |
| SD Teucro              | Javier Barrios       | Pontevedra    | Pabellón Municipal de Deportes de Pontevedra              | Elements |                   |

### Equipos por comunidades autónomas
| Comunidad autónoma   | N.º | Equipos                                                    |
| -------------------- | --- | ---------------------------------------------------------- |
| Andalucía            | 3   | BM Pozoblanco, ARS Palma del Río y Meridiano Antequera     |
| Galicia              | 3   | SD Teucro, Academia Octavio y C.D. BM. Chapela             |
| País Vasco           | 3   | Calmec Barakaldo, Ereintza Aguaplast y Amenabar Zarautz KE |
| Cataluña             | 2   | FC Barcelona "B" y Handbol Bordils                         |
| Cantabria            | 2   | Go Fit Sinfín y BM Torrelavega                             |
| Castilla y León      | 1   | MMT Seguros Zamora                                         |
| Comunidad de Madrid  | 1   | BM Alcobendas                                              |
| Comunidad Valenciana | 1   | BM Servigroup Benidorm                                     |

## Clasificación
| Pos | Equipo                     | J  | G  | E | P  | GF  | GC  | Dif  | Pts |
| --- | -------------------------- | -- | -- | - | -- | --- | --- | ---- | --- |
| 1   | FC Barcelona "B"           | 30 | 20 | 5 | 5  | 920 | 788 | +132 | 45  |
| 2   | MMT Seguros Zamora (A)     | 30 | 18 | 3 | 9  | 913 | 841 | +72  | 39  |
| 3   | BM Alcobendas              | 30 | 19 | 1 | 10 | 867 | 800 | +67  | 39  |
| 4   | BM Servigroup Benidorm (A) | 30 | 18 | 3 | 9  | 827 | 785 | +42  | 39  |
| 5   | Amenabar Zarautz KE        | 30 | 18 | 1 | 11 | 824 | 816 | +8   | 37  |
| 6   | Calmec Barakaldo           | 30 | 15 | 4 | 11 | 897 | 895 | +2   | 34  |
| 7   | Go Fit Sinfín              | 30 | 16 | 1 | 13 | 852 | 860 | -8   | 33  |
| 8   | Meridiano Antequera (A)    | 30 | 16 | 3 | 10 | 856 | 835 | +21  | 33* |
| 9   | Academia Octavio (D)       | 30 | 14 | 3 | 13 | 863 | 831 | +32  | 31  |
| 10  | BM Torrelavega             | 30 | 13 | 3 | 14 | 837 | 811 | +26  | 29  |
| 11  | Handbol Bordils (A)        | 30 | 13 | 2 | 15 | 869 | 863 | +6   | 28  |
| 12  | SD Teucro                  | 30 | 12 | 4 | 14 | 838 | 839 | -1   | 28  |
| 13  | BM Pozoblanco              | 30 | 13 | 1 | 16 | 815 | 819 | -4   | 27  |
| 14  | C.D. BM. Chapela           | 30 | 7  | 5 | 18 | 800 | 860 | -60  | 19  |
| 15  | ARS Palma del Río (D)      | 30 | 5  | 1 | 24 | 730 | 875 | -145 | 9*  |
| 16  | Ereintza Aguaplast         | 30 | 2  | 2 | 26 | 782 | 972 | -190 | 6   |

- Meridiano Antequera y ARS Palma del Río tienen 2 puntos menos, por sus incomparecencias en un partido.

|  | Ascenso directo a Liga ASOBAL                      |
|  | Play-off de ascenso a Liga ASOBAL                  |
|  | Play-off de permanencia en División de Honor Plata |
|  | Descenso a Primera Nacional                        |
|  | (D) Descendidos 2013                               |
|  | (A) Ascendidos 2013                                |

### Fase de ascenso (24-25/5/2014)
El equipo ganador de esta fase disputada en Alcobendas, asciende a la Liga ASOBAL 2014/15.
|  | Semifinales | Semifinales            | Semifinales            |                        |               | Final         | Final | Final |  |
|  |             |                        |                        |                        |               |               |       |       |  |
|  |             |                        |                        |                        |               |               |       |       |  |
|  | 1           | BM Alcobendas          | 30                     |                        |               |               |       |       |  |
|  | 1           | BM Alcobendas          | 30                     |                        |               |               |       |       |  |
|  | 4           | Calmec Barakaldo       | 22                     |                        |               |               |       |       |  |
|  | 4           | Calmec Barakaldo       | 22                     |                        | BM Alcobendas | BM Alcobendas | 25    |       |  |
|  |             |                        |                        |                        | BM Alcobendas | BM Alcobendas | 25    |       |  |
|  |             |                        | BM Servigroup Benidorm | BM Servigroup Benidorm | 26            |               |       |       |  |
|  | 3           | Amenabar Zarautz KE    | BM Servigroup Benidorm | BM Servigroup Benidorm | 26            | 22            |       |       |  |
|  | 3           | Amenabar Zarautz KE    |                        |                        |               | 22            |       |       |  |
|  | 2           | BM Servigroup Benidorm | 26                     |                        |               |               |       |       |  |
|  | 2           | BM Servigroup Benidorm | 26                     |                        |               |               |       |       |  |
|  |             |                        |                        |                        |               |               |       |       |  |

### Fase de permanencia (23-25/5/2014)
El equipo ganador de esta fase disputada en Pozoblanco, permanecerá en la División de Honor Plata 2014/15.

#### Resultados
| Fecha | Hora  | Partido¹          | Partido¹ | Partido¹          | Resultado |
| ----- | ----- | ----------------- | -------- | ----------------- | --------- |
| 23.05 | 31:00 | ARS Palma del Río | -        | BM Pozoblanco     | 28-23     |
| 24.05 | 18:30 | C.D. BM. Chapela  | -        | ARS Palma del Río | 25-27     |
| 25.05 | 12:30 | BM Pozoblanco     | -        | C.D. BM. Chapela  | 29-27     |

#### Clasificación
| Pos | Equipo            | J | G | E | P | GF | GC | Dif | Pts |
| --- | ----------------- | - | - | - | - | -- | -- | --- | --- |
| 1   | ARS Palma del Río | 2 | 2 | 0 | 0 | 55 | 48 | +7  | 4   |
| 2   | BM Pozoblanco     | 2 | 1 | 0 | 1 | 52 | 55 | -3  | 2   |
| 3   | C.D. BM. Chapela  | 2 | 0 | 0 | 2 | 52 | 56 | -4  | 0   |

## Resumen
|  | Campeón de Liga: FC Barcelona "B"                                                                                  |
|  | Ascienden a Liga ASOBAL 2013/2014: MMT Seguros Zamora y BM Servigroup Benidorm                                     |
|  | Juegan Play-off de ascenso a ASOBAL: BM Alcobendas, BM Servigroup Benidorm, Amenabar Zarautz KE y Calmec Barakaldo |
|  | Descienden a Primera Nacional: BM Pozoblanco, C.D. BM. Chapela y Ereintza Aguaplast                                |
|  | Ascienden de Primera Nacional: BM La Roca, Viveros Herol BM Nava y Sant Marti Adrianenc                            |